# Kızılcıkdere, Kırklareli
Kızılcıkdere là một xã thuộc huyện Kırklareli, tỉnh Kırklareli, Thổ Nhĩ Kỳ. Dân số thời điểm năm 2011 là 637 người.